# Pseudomertensia nemorosa
Pseudomertensia nemorosa är en strävbladig växtart som först beskrevs av Dc., och fick sitt nu gällande namn av Ralph Randles Stewart och Kazmi. Pseudomertensia nemorosa ingår i släktet Pseudomertensia och familjen strävbladiga växter. Inga underarter finns listade i Catalogue of Life.